# Église Notre-Dame-de-Bonsecours de L'Islet

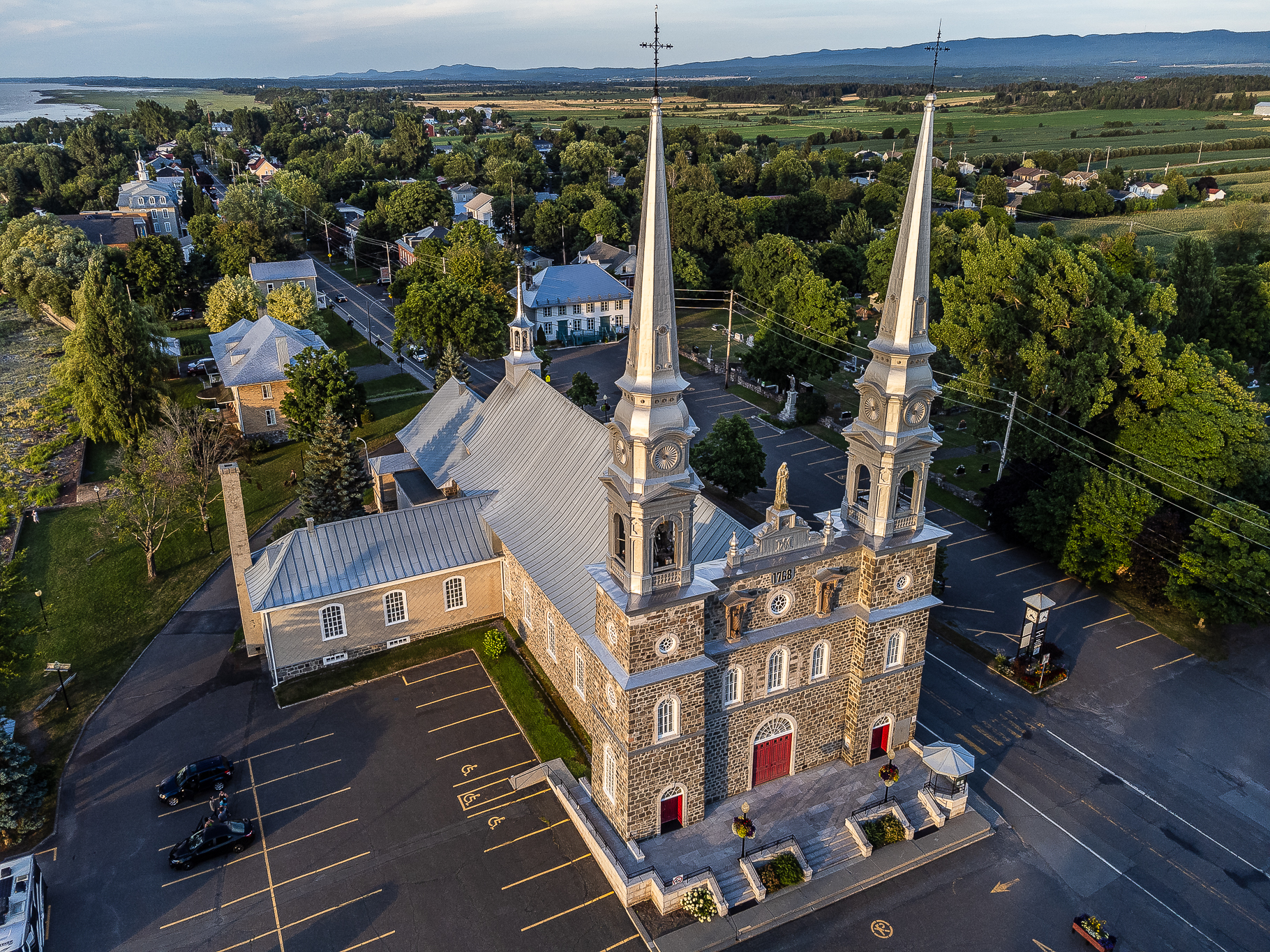
Vue Aérienne de l'Église de Notre-Dame-de-Bon-Secours

L'église Notre-Dame-de-Bonsecours est située à L'Islet, au Québec.

## Historique
La première chapelle de L'Islet fut construite en 1699, puis une première église se fit construire en 1721, ce fut d'ailleurs l'année que la paroisse Notre-Dame-de-Bonsecours est érigée.
Entre 1768 et 1771, l'église actuelle est construite par les maîtres maçons Chéquy et Magnan, au même emplacement que l'église de 1721. Le tabernacle du maître-autel, qui est une œuvre de Noël Levasseur, a été fait pour l'ancienne église en 1728. Entre 1782 et 1786, François Baillairgé et son père Jean Baillairgé réalisent le retable, il serait d'ailleurs le premier retable québécois à avoir été conçu comme un décor architectural.
En 1799, une sacristie est ajoutée à l'arrière de l'église. En 1801, Pierre-Florent Baillairgé entreprend la réalisation des deux retables latéraux, ils furent finalement installés en 1807 et comprennent des sculptures d'Amable Charron qui réalisera aussi les pilastres, les chambranles et l'entablement de la nef. Au même temps, deux tableaux de Louis Dulongpré sont installés et six toiles d'Antoine Plamondon. Entre 1816 et 1818, Chrysostome Perrault réalise le banc d’œuvre. Les fonts baptismaux ainsi que le tombeau du maître-autel ont été fabriqués par François Lemieux et furent installés en 1827.
En 1830, l'église est encore une fois agrandie, cette fois-ci par l'avant. L'entrepreneur Jean-Olivier Leclerc fit d'ailleurs une façade-écran pourvue de deux tours et ajoute un clocher sur le faîte à l'arrière. La chaire est par ailleurs ajoutée en 1837.
En 1840, la sacristie de 1799 est démolie et est remplacée. De 1853 à 1855, on ajoute une chapelle de la Congréation attenante à la nef, c'est encore une fois Jean-Olivier Leclerc qui effectue les travaux. En 1870, la fausse voûte de 1807 est remplacée par François-Xavier Berlinguet.

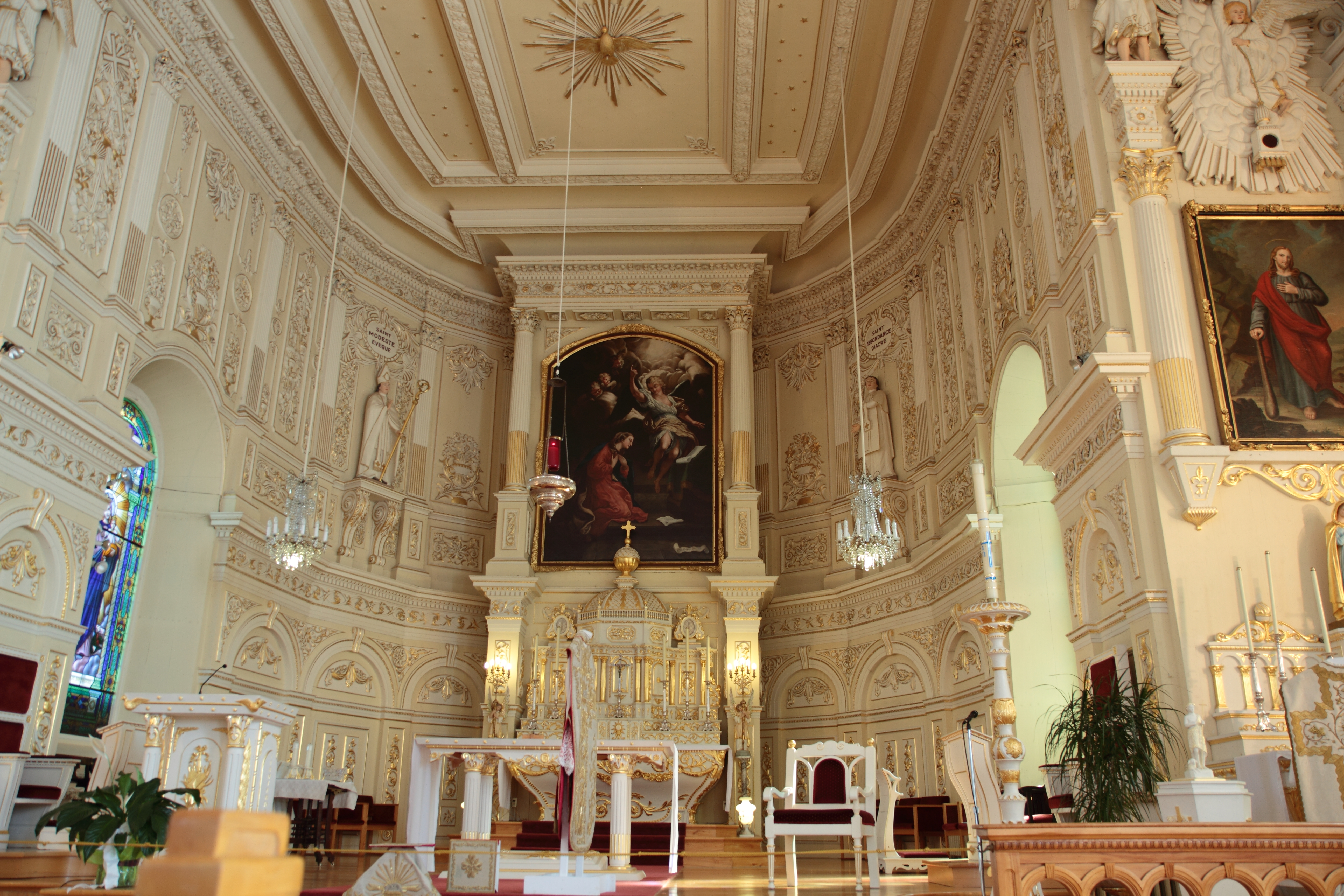
Intérieur de l'église Notre-Dame-de-Bonsecours, l'Islet

En 1882, David Ouellet fait les plans pour le réaménagement de la façade, l'entrepreneur Cyrias Ouellet changea les clochers et les ouvertures sont modifiées. Un couronnement au haut de la façade est ajoutée et supporte une statue, œuvre de Louis Jobin, de Notre-Dame-de-Bonsecours. En 1885, la voûte de la chapelle est refaite par Arsène Ouellet.
En 1930, des vitraux sont acquis puis installés dans l'église. Médard Bourgault sculpte aussi un chemin de croix qui fut installé en 1945.

## Voir aussi

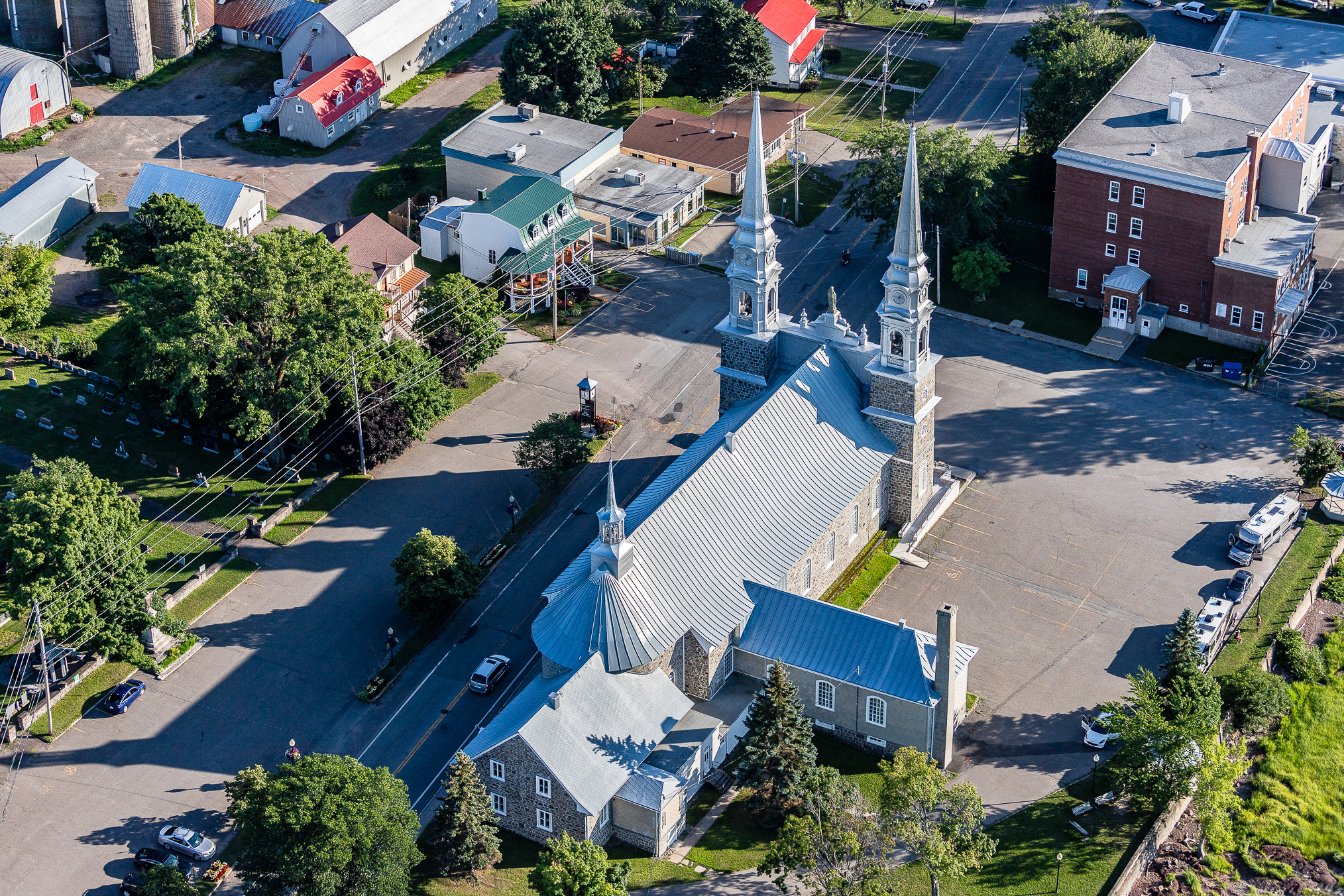